# Phyllonorycter mildredae
Phyllonorycter mildredae là một loài bướm đêm thuộc họ Gracillariidae. It is probably widespread through miền đông Hoa Kỳ but currently reported from only Washington D.C., Kentucky và Ohio.
Chiều dài cánh trước là 2.4–3 mm. Con trưởng thành bay từ tháng 4 đến đầu tháng 5, tháng 7 và tháng 9. Có thể có một lứa một năm with the adults overwintering.
Ấu trùng ăn Populus alba, Populus canescens, Populus grandidentatum và Salix species. Chúng ăn lá nơi chúng làm tổ. They create a relatively small, lower side, tentiform blotch. It is rather inconspicuous ventrally because of the tomentosity of the host plant.

## Etymology
The specific name is derived from the Greek erugo (smooth, clear of wrinkles), in reference to the smooth, apical process of the male valvae.